# Cerro de la Viga
El Cerro de la Viga es un gran macizo montañoso ubicado en los municipios de Arteaga de Coahuila y el de Santiago de Nuevo León en México. Su cima es nombrada como "Cerro San Rafael"; posee una altitud máxima de 3,715 metros sobre el nivel del mar y una prominencia de 1,395 metros, lo que lo hace el punto más alto de Coahuila y el segundo punto más alto de la Sierra Madre Oriental y del norte de México.
La montaña esta rodeada por el Cerro "Rancho Nuevo", la Sierra "El Álamo", la Sierra "San Isidro", la Sierra "Mauricio", la Sierra "El Muerto" (Santiago), El Coahuilón, la Sierra "Las Alazanas" y el Cerro "La Mina". La cresta se extiende de oeste a este por aproximadamente 40 km y por 22 km, usado como un límite fronterizo entre los estados de Coahuila y Nuevo León.

## Características
Debido a su gran altitud, el cerro posee un clima predominantemente frío, la vegetación predominante es el bosque de coníferas y se llega a cubrir de nieve durante los meses de invierno. A partir de los 3,427 m s. n. m. se encuentra clima ''ET'' (de Tundra) según la clasificación climática de Köppen, mientras que en alturas inferiores se encuentran los climas ''Cfc'' y ''Cfb'' (según la clasificación climática de Köppen).

## Incendios
En junio del año 2011 un incendio afectó la ladera sur de la montaña.

## Deportes de Montaña
Muchos montañistas suben a la cima en todas las épocas del año. La vista desde la torre que se encuentra en la cumbre permite ver hasta las montañas alrededor de Monterrey en un día claro. La extensión de la montaña lleva a algunos a pensar que la parte que sirve de límite estatal es una montaña distinta; la llamada "Sierra Potrero de Ábrego", aunque esta al igual que el Cerro de la Viga forma parte de la Sierra de la Viga. 

## Galería

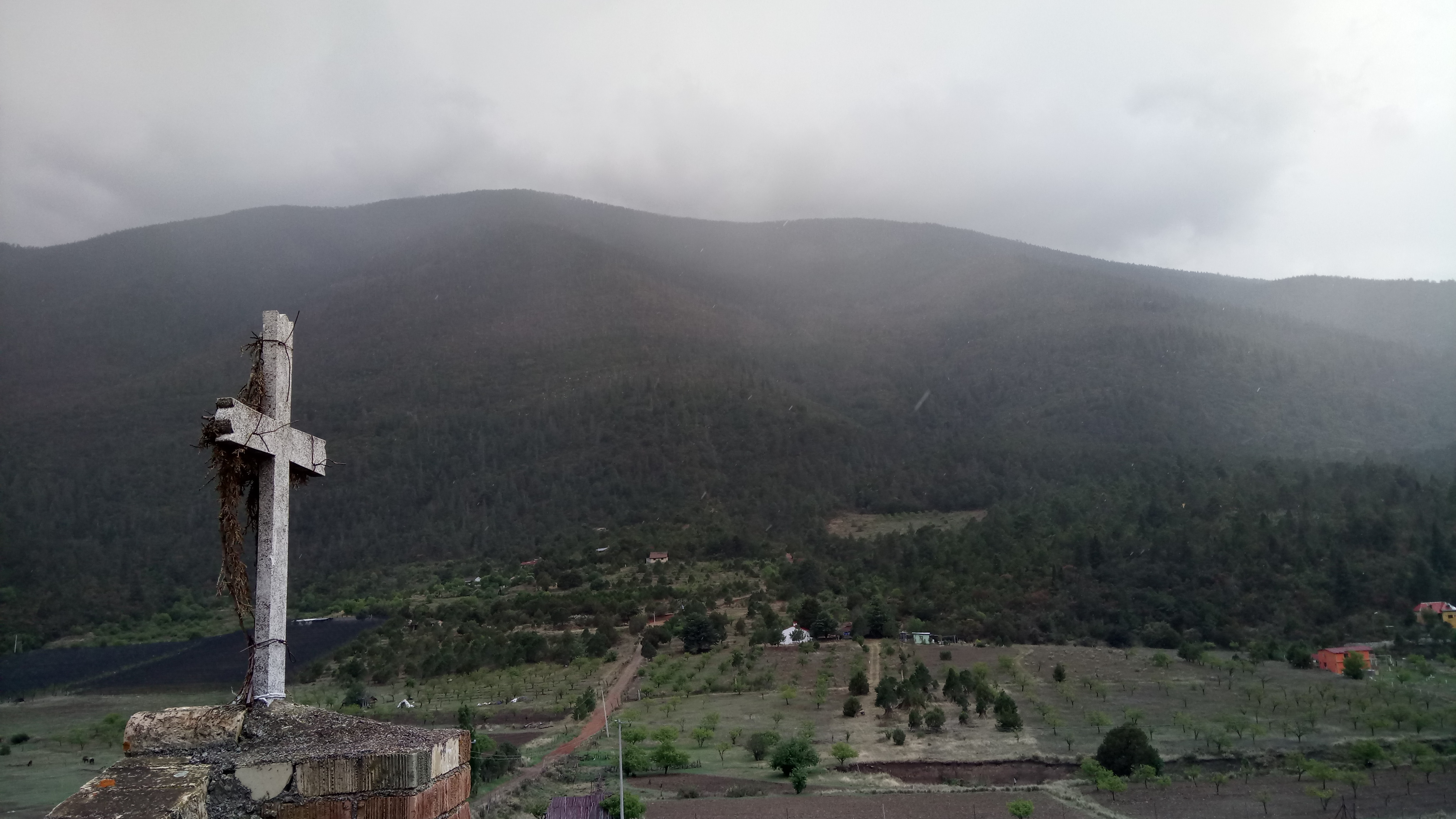
Cruz de la iglesia frente al Cerro de la Viga.